# BB Chung King & The Buddaheads
BB Chung King & The Buddaheads war eine in den frühen 1990er Jahren gegründete US-amerikanische Bluesrock-Band aus Los Angeles um den Gitarristen, Liedtexter und Sänger B.B. Chung King (bürgerlich Alan Mirikitani; * 1. März 1955, † 22. Juli 2015), deren Stil sie selbst als eine Mischung aus Roots Rock sowie „Blues base“ beschreibt.

## Geschichte
Bei der Veröffentlichung ihres ersten Albums Blues Had A Baby im Jahre 1994 konnte die Band bereits auf Referenzen in Richtung Stevie Ray Vaughan, Jimi Hendrix, Johnny Winter, Cream, ZZ Top sowie Warren Haynes und vergleichbarer Größen zurückblicken. In Europa bis dahin eher unbekannt, wurde es selbst in den USA zunächst scheinbar ruhiger um die Band. Zwei Live-Alben mit den Namen Live In Japan und Play Hard wurden unter dem Label Kiagan Records lediglich in Japan veröffentlicht.
Der Fokus von B.B. Chung King lag in den Anfangsjahren nicht zuletzt auf der Produktion von Musikstücken für Kinofilme. Darüber hinaus engagierte er sich immer wieder auch für andere Künstler, wie etwa Lonnie Brooks, Tinsley Ellis, Ruth Brown oder Bettye LaVette, indem er für sie Lieder schrieb, aufnahm und produzierte.
Insbesondere durch die Veröffentlichung der Alben Go For Broke (2000), Mumbo Jumbo (2003) und Howlin’ At The Moon (2004) wurde die Gruppe auch in Europa bekannt. Nach dem zuletzt erwähnten Album bahnte sich im Kern der Band indessen ein Wechsel der Mitglieder an. Auf dem 2002 erschienenen Album Real sowie Howlin’ At The Moon bestanden die „Buddaheads“ neben B.B. Chung King sowie mehreren Gastmusikern aus dem Bassisten Boyd Lafan und dem Schlagzeuger Joe Pafume, 2006 wurden bei dem in Eigenvertrieb vermarkteten Album Raw der Bassist Johnny Griparic sowie der Drummer Lee Spath eingesetzt.
Am 22. Juli 2015 verstarb Alan Mirikitani im Alter von 60 Jahren.

## Bandname
Der Name der Band deutet keineswegs auf einen spezifischen religiösen Hintergrund hin, etwa den Buddhismus. Mirikitani gibt auf seiner Facebook-Seite lediglich an, dass ihn die Bibel interessiert.

## Filmmusik
Lieder der Gruppe finden sich unter anderen in folgenden Filmen: Mein Vetter Winnie (1992), Zwischen Himmel und Hölle (1993), RoboCop 3 (1993), Forest Warrior (1996, mit Chuck Norris), Contact (1997).

## Alben
- Live In Japan (1993, Kiagan Records)
- Blues Had A Baby (1994, RCA Records)
- Crawlin' Moon (1995, Kiagan Records)
- Play Hard (1996)
- Maw (1999)
- Go For Broke (2000)
- Real (2002, Eigenvertrieb)
- Mumbo Jumbo (2003)
- Howlin’ At The Moon (2004, Grooveyard Records)
- Raw (2006, Eigenvertrieb)
- Wish I Had Everything I Want (2011)
- Something New (2015, Wilshire Park Entertainment)